# La Cương
La Cương (tiếng Trung: 萝岗区, Hán Việt: La Cương khu) là một quận cũ của thành phố cấp phó tỉnh Quảng Châu (广州市), tỉnh Quảng Đông, Cộng hòa Nhân dân Trung Hoa, tồn tại trong giai đoạn 2005-2014.
Ngày 12 tháng 2 năm 2014, toàn bộ quận La Cương được sáp nhập vào quận Hoàng Bộ cùng thành phố.